# Spot (satélites)
Satélite SPOT 5
SPOT (do francês Satellite Pour l'Observation de la Terre) é um satélite óptico de imagens em alta-resolução, opera do espaço, observando a Terra.

## Características
Os satélites SPOT são controlados pela empresa Spot Image / EADS Astrium, que fica em Toulouse, França. Esse programa de satélites, foi iniciado pelo CNES (Centre national d'études spatiales - a agência espacial francesa) em 1970 e desenvolvido em associação com o SSTC (Serviços técnicos, culturais e científicos da Bélgica) e o Conselho Nacional Sueco (SNSB). Foi projetado para aprimorar o conhecimento e gerenciamento da Terra, ao explorar seus recursos, detectando e prevendo fenômenos climatológicos e oceanógrafos, e monitorando atividades humanas e fenômenos naturais. O sistema SPOT inclui uma série de satélites e recursos de controle em terra, para controle e programação, bem como produção de imagens do satélite, e distribuição das mesmas. Os satélites foram lançando com um foguete da ESA, Ariane 2, 3 e 4.
A companhia Spot Image está comercializando as imagens em alta-resolução que SPOT pode tirar de cada canto do planeta.

## Os satélites
- SPOT 1 - lançado a 22 de fevereiro de 1986, com capacidade pan-macromática de 10m e multispectral de 20m. Desativado em 31 de dezembro de1990.[2]
- SPOT 2 - lançado a 22 de janeiro de 1990, e ainda opera.[2]
- SPOT 3 - lançado a 26 de setembro de 1993, parou de funcionar em 14 de novembro de 1997[2]
- SPOT 4 - lançado a 4 de março de 1998
- SPOT 5 - lançado a 4 de maio de 2002, com 2,5m x 5m x 10m de capacidade.
- SPOT 6 - lançado a 9 de setembro  de 2012, com 1,5m x 6m de capacidade.

## A órbita SPOT
A órbita SPOT é polar, circular, heliossíncrona e fásica. A inclinação do plano orbital, combinado com a rotação da Terra em torno do seu eixo polar permite ao satélite voar sobre qualquer ponto do planeta em 26 dias. A sua órbita tem uma altitude de 822 km, inclinação de 98.7 graus e 14 + 5/26 revoluções por dia, aproximadamente.

## 1ª geração: SPOT 1, 2 e 3
Desde 1986 a família de satélites SPOT orbita a Terra e já tirou mais de 10 milhões de imagens de alta qualidade. O primeiro satélite SPOT 1 foi lançado com um foguete Ariane 2 em fevereiro. No dia 24 do mesmo mês, o pesado SPOT 1 de 1.800 quilogramas, transmitiu sua primeira imagem com resolução regional de 10 por 20 metros. Em 22 de janeiro de 1990, o SPOT 2 juntou-se ao SPOT 1 em órbita. SPOT 3 entrou para o grupo em setembro de 1993
Os equipamentos que os satélites levaram eram idênticos, e incluíam em cada um, dois instrumentos de imagem HRV (High Resolution Visible) iguais, que eram capazes de operar em 2 modos, tanto simultaneamente como individualmente. Os dois modos espectrais são pan-cromáticos e multiespectrais. A faixa pan-cromática possui uma resolução de 10 metros, e as 3 faixas multiespectrais tem a resolução de 20 metros. Têm uma amplitude de visão de imagem de 3600 km² e podem revisitar o local num intervalo de 1 a 4 dias dependendo da latitude.
Como a órbita do SPOT 1 foi reduzida em 2003, ele irá gradualmente perder altitude e entrar naturalmente na atmosfera. Entretanto os gravadores a bordo do SPOT 2 não funcionam mais, ele ainda fornece imagens de alta qualidade para medições. O SPOT 3 também já não funciona, devido à problemas com seu sistema de estabilização.

## 2ª Geração: SPOT 4
SPOT 4 foi lançado em março de 1998 e trouxe importantes melhoras em relação aos seus antecessores. A principal mudança foi no HRV, tornando a alta-resolução visível e com aparelho infravermelho (HRVIR). Tem uma faixa adicional meio-infravermelho, para possibilitar reconhecimento geológico, análise vegetativa e de superfícies com neve, com uma resolução de 20 metros. Os dois instrumentos de imagem HRVIR são programáveis para cobertura independente de imagem, aumentando assim a oportunidade de imagens a serem tiradas. Sua vida útil foi aumentada de 3 para 5 anos, e seus telescópios e capacidade dos gravadores também foram incrementados.

## 3ª Geração: SPOT 5
SPOT 5 foi lançado a maio de 2002, e tem por objetivo garantir a continuidade dos serviços para clientes, e melhorar a qualidade dos dados e imagens, ao antecipar as exigências do mercado.
O SPOT 5 tem dois instrumentos de alta-resolução geométrica (HRG), adaptados do HRVIR do SPOT 4. Oferecem uma resolução mais alta: 2.5 a 5 metros em modo pan-cromático, e 10 metros em modo multiespectral.
Também oferece um instrumento de imagens de alta resolução operando no modo pan-cromático, apontando para frente e para a traseira do satélite. Deste modo é possível tirar imagens em estereopar quase simultaneamente com mapas de relevo.

## 4ª Geração: SPOT 6 & 7
SPOT 6 foi lançado a setembro de 2012. Oferecem uma resolução mais alta: 1.5  metros em modo pan-cromático, e 6 metros em modo multiespectral.